# Hannes Rossacher
Hannes Rossacher (* 16. října 1952 Steyr, Rakousko) je rakouský filmový producent a režisér. Od roku 1976 spolupracuje s Rudi Dolezalem. Je držitelem ceny Romy za dokumentární film Weltberühmt in Österreich – 50 Jahre Austropop.